# 地図混乱地域

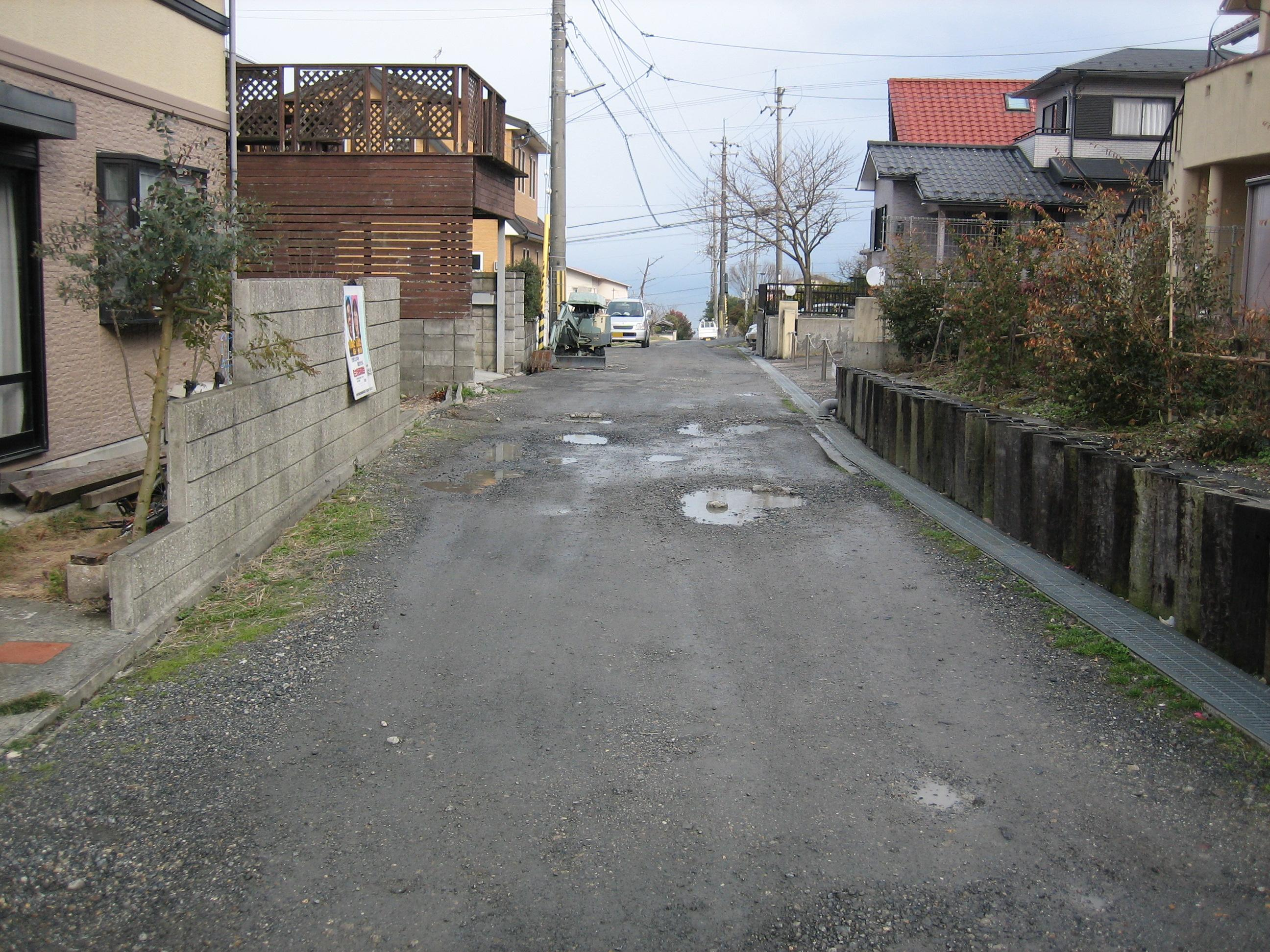
地図混乱地域内の住宅地。自治体による十分な整備が受けられないため、地域内に未舗装の私道が残る事例も見られる（画像は滋賀県大津市住吉台地区）。

地図混乱地域（ちずこんらんちいき）とは、日本の一定の地域において、不動産登記事項証明書や法務局（登記所）が備え付けている地図（公図のこと、また地図に準ずる図面を含む）に記載されている内容と、実際の土地の位置や形状が相違している地域をいう。俗に「地番錯綜地」、「地図混乱」は必要に応じて公図混乱（こうずこんらん）、字図混乱（あざずこんらん）とも表記される。

## 概要
具体的には、「その土地について、登記記録のある者と実際に使用している者が別人で、両者に何の関連もないため、その土地に対する地権者が誰なのかが分からない」（地権者不明）、「登記記録のある地番が、具体的にどの場所に存在するのかが分からない」（不存在地）、「同一の土地に複数の登記記録が重複して存在しており、どの記録が正しいのかが分からない」（重複登記）などの事例が挙げられる。発生原因としては次の通り考えられる。
これらの地域においては以下の通り、実際に地域住民の財産権や生活環境などが著しく侵害、制約される事態を招いている。
地図混乱地域は、2002年（平成14年）の段階で全国に約750地域、面積で約820 km²に上ることが分かった。
11 haにわたる六本木ヒルズ市街地再開発の折には、5枚にわたる公図ほか古い公用地境界査定図が現状と合っておらず、官民境界を始めとする土地の境界や面積の画定に多大な時間を要し、地権者約400人、約600筆の土地買収にあたって約4年が費やされた。このような地図の未整備のために再開発が妨げられる事例は、決して少なくない。

## 時代背景

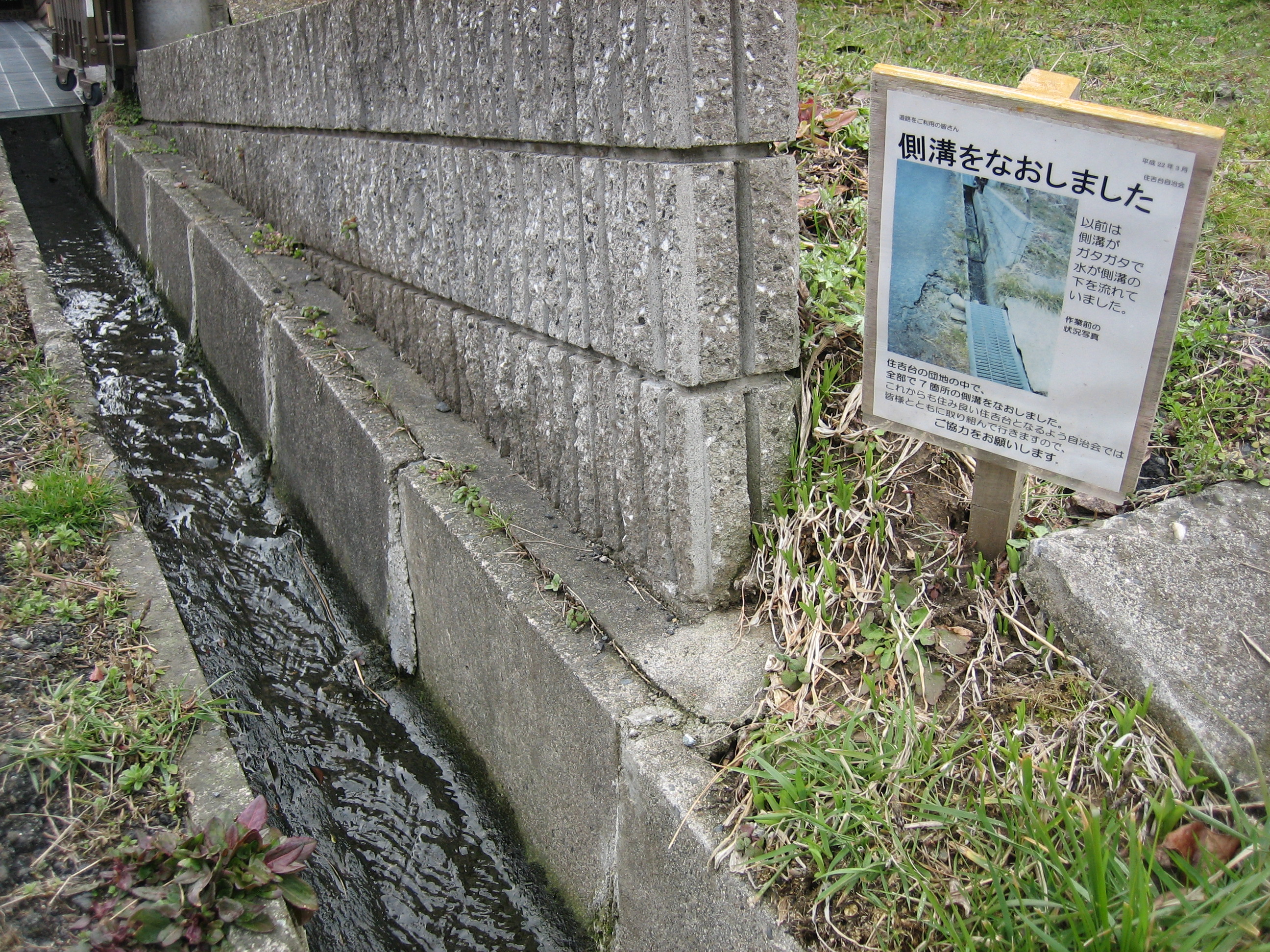
地図混乱地域内の側溝 自治会で補修している（画像は大津市住吉台地区）。

太平洋戦争の終結直後の日本は、全国にわたって産業基盤が壊滅された状況にあり、大多数の国民が衣食住に事欠いた困窮生活を強いられていた。しかし、朝鮮戦争特需に始まる戦後の復興により、人口が急増するとともに、所得や消費が急激に活発化。1950年代半ばには、人口や産業の都市圏への集中が進むことから近郊地域の住宅需要が急拡大し、「衣食足り、次はマイホーム」と、持ち家を夢見る多くの人が世にあふれるに至った。一方、住宅が絶対的に不足する中、良好な住宅地環境を形成するために必要不可欠な計画立案や法整備は、大きく立ち遅れていた。
そのような状況下、一部の宅地造成業者により、区画整理や地図訂正などの業務が適正に行われないままに、造成や販売が行われる事例が多発した。具体的には、見取図的な山林原野の地図と、縮尺や精度の異なる平地部の地図を混用し、現地照合を怠ったまま分筆をし続けて、土地の細分化を進めたのである。
地図は、土地の現況を正確に反映したものでなければならない。本来であれば、登記機関が現地に赴いて、その土地の所在や形状を確認する実態調査を行わねばならず、手続的にもその旨が規定されている。しかし、各地で新興住宅地が建設されたこの時期、法務局を主とする登記機関はあまりの登記申請の多さに、実態調査を十分に行わないまま登記許可を出してしまう事例が相次いだ。
1985年（昭和60年）以降、国会の法務委員会を主として、この問題がしばしば取り上げられるに至る。法務省は登記を確認しきれなかった責任を認め、「地図混乱地域の土地を善意で取得した住民に、直接の責任はない」と言及した。
速やかな問題解消を図るべく、2003年（平成15年）6月に内閣官房都市再生本部において「主として全国の都市部における地籍整備を今後10年間で概ねなし遂げよう」との方針が示された。その翌年から、国土交通省や法務省など各省機関が連携し、地籍調査を通じた不動産登記法第14条第1項に規定する地図の整備作業を開始。2010年（平成22年）までの6年間で約58 km²を完了させた。さらに、2009年（平成21年）からの8年間にわたる130 km²の地図作成計画を新しく策定し、全国各地での実態調査や測量基準点の設置作業を進めている。

## 地図の訂正

### 合意の形成
地図混乱問題の解消には、地図の訂正が欠かせない。ただし、地域内の利害関係者全員が現況を認めること、つまり実際にその土地に居住している人を所有権者とし、現況における境界線を採用することが、その前提条件となる。そのためには、「利害関係者全員が合意する」いわゆる集団和解を採る方法が最善である。
和解に至らない場合は、「未同意者を相手に所有権確認の訴えや境界確定の訴えを提起する」、「不動産登記法に定める筆界特定制度を利用して、行政レベルで筆界を特定する」、「裁判外紛争解決手続の利用の促進に関する法律（ADR法）に基づき、土地家屋調査士会が運営する境界問題相談センターを利用して、境界紛争を解決する」など、専門知識を持つ第三者の判断を仰ぐ選択肢も挙げられる。
しかしこれらの方法だと、たとえ地図訂正が行われたとしても、その後に地域内の私道を自治体が管理する道路として寄付する際には、改めて未同意者に道路寄付承諾を得なければならない。
いずれにせよ、一筆の土地に地権者が複数存在している当地域で、利害関係者全員が現況を認め、さらに関係土地所有者から境界確認の立会いを得ることは極めて困難であり、合意形成のための膨大な労力と時間が必要になる。

### 調査図素図作成と各筆測量
地図を訂正するためには、現状を反映させる境界画定を行った上で、地図を作り替えなければならない。まず現地を調査するとともに、たたき台となる調査図素図（基礎図、集団和解図）をつくる。その上で、合意の形成時に妨げとなった問題点を解決していくとともに、隣地との境界を確認して境界承諾書に押印を交わし、それらを正しく反映させた地図を作成していく流れになる。地目、面積や所有者を記載していく際には、細かく引かれた分筆線の記入漏れがないよう、一筆ごとに突き合わせて作成される。そのため、たたき台とはいえ地図訂正の最終目標を示す図面ともなる。
合意が形成された後は、各区画の地積を確定させるための各筆測量工程に入る。まず、法務局に測量基準点の設置を陳情した上で、図根三角点、図根多角点や細部図根点を設置し、これらを基に地域内の各区画を測量する。そして、所有者の立会いの下に土地の境界標識（コンクリート製の杭、金属標など）を設置する。もし、現存しない里道、水路や畦畔（けいはん、あぜ道）が地図上に描かれている場合は、それらの位置を正確に確認し、利害関係者に払い下げ承諾を求める。これらの工程を通じて、地積測量図、道路台帳附図や不動産登記法に定める地図を作成し、地図訂正の申出と地積更正登記を行う。
さらに、私道を自治体の道路として移管するには、利害関係者全員による私道の寄付承諾書、各筆界境界承諾書を得た上で、必要書類や各種図面を添付して、自治体に道路敷地寄付申請を行う。

## 地図と公図

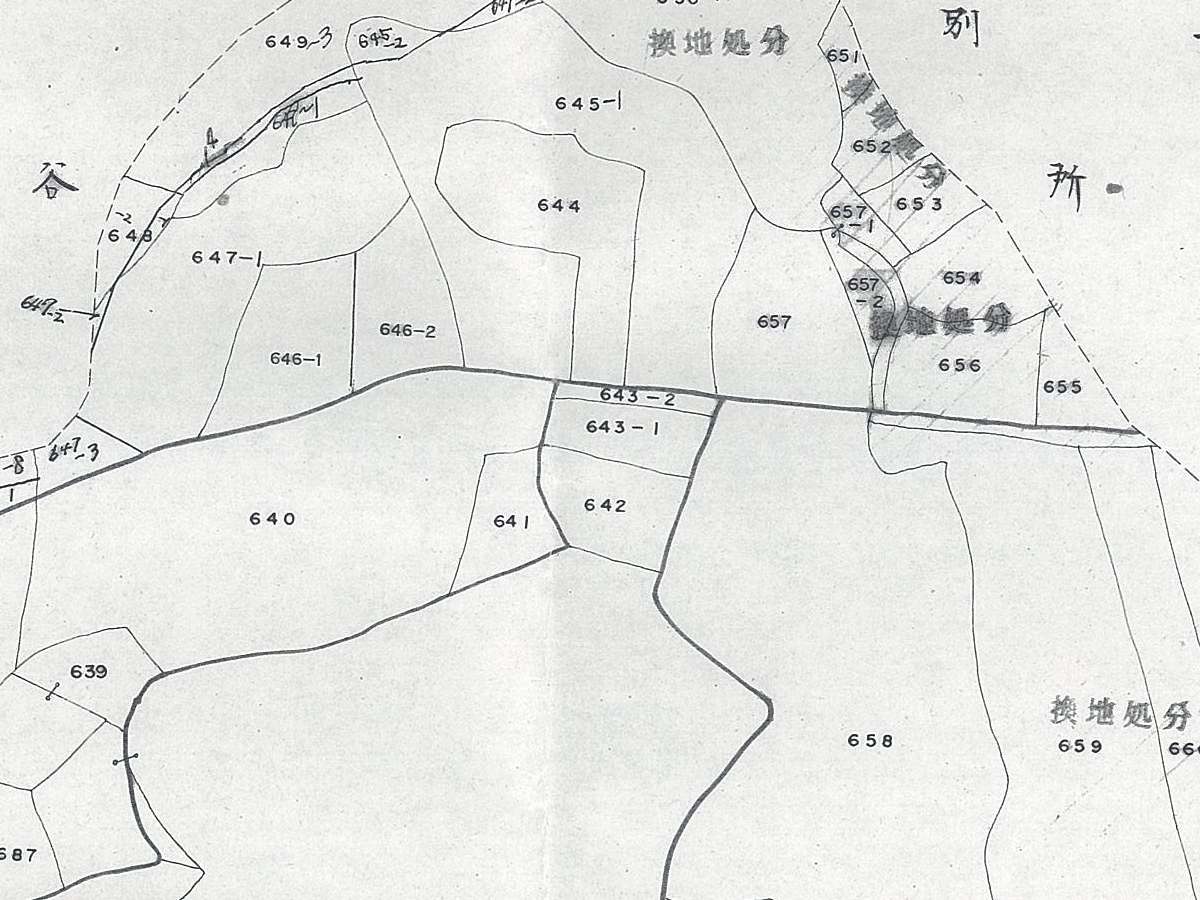
地図混乱地域（大津市住吉台地区）における、閉鎖された公図の一部。

古代において、班田収受の実施に際して校田図が作成された。近世には国絵図（くにえず）、村絵図（むらえず）などが作成されたものの、これらは街道、河川を俯瞰した見取図に過ぎなかった。
明治時代に入り、土地売買の自由が認められ、一筆の土地ごとに地券（改正地券）が土地の所有者に交付された。また、地租改正により、収税を作物の生産高ではなく土地自体に課すことになり、全国的に土地調査、測量、地価の確定がなされた。この結果、一筆の土地の位置、地番、区画形状などを記した図面をつなぎあわせた、字（あざ）単位の字限図（あざきりず、あざかぎりず）が作成された。この字限図が、土地台帳制度における旧土地台帳付属地図、すなわち「公図の原型」となった。 
当時の測量は、地元村民により1間ごとに印を付けた測量用の縄を用いて行われた。また、生産性に乏しい山林原野については、ほとんど実測されることなく歩測や目測に頼った。 従って、現代の測量技術で土地の位置、形状、面積の測定を行った場合に、大きな違いが出てくるのである。
登記法（明治19年8月11日法律第1号）制定に伴い、1885年（明治18年）から1889年（明治22年）にわたって、全国の約3分の1の土地について絵図の更正がなされ、新たに作成された地図を更生図または地押調査図（じおしちょうさず、ちおうちょうさず）と称した。さらに、土地台帳規則（明治22年3月22日勅令第39号）制定により、地券制度は廃止。新たに作成された土地台帳が課税台帳となり、この更生図（更正されなかった地域は旧来の字限図）が土地台帳付属地図、すなわち公図となった。 
1960年（昭和35年）、不動産登記法の改正により、土地の表示は土地台帳ではなく、登記簿の表題部に記載されることになった。これにより土地台帳および公図はその存在意義を失った。しかし、これまでの公図は、地籍調査を通じて「不動産登記法第14条第1項に規定する地図」が整備されるまで「地図に準ずるもの」と規定され、法務局に保管されている。
公図は、あくまで地租を課すための資料として作成されたに過ぎず、現代的な視点から見ると、信頼性に大きく欠ける地図である。とはいえ、土地の位置、形状、面積や境界線については一応の資料となり得る。そこで、公図が現状と異なる場合には、その部分の訂正を行わなければならない。ところが上述の通り、高度経済成長期を中心に、一部の宅地造成業者により、この訂正を行うための利害関係者の同意書を得ることなく、宅地造成や販売が繰り返される事例が多発した。この結果として、地図混乱地域が続出することとなった。

## 地図混乱を解消した地域

### 蔵敷（ぞうしき）団地（川崎市宮前区）
東名高速道路東名川崎IC北西1 km、川崎市宮前区菅生（すがお）、犬蔵（いぬくら）に広がる住宅地区である。多摩丘陵内の約20 haに516区画の宅地が造成され、1100世帯が居住している。1962年（昭和37年）からの2年間に第1次 - 第5次まで宅地造成が許可された（造成主は、第5次が山田商事株式会社（川崎区東田町15=1964年地番変更により現在の東田町4）、それ以外は川崎市職員住宅組合（川崎区東田町1=1964年地番変更により現在の東田町7）。｢働く人に安い宅地を分譲｣を目的に設立された｢職員用地宅地造成委員会｣（在川崎の労働組合による住宅組合が主体。川崎市職員住宅組合、川崎市水道局・川崎市交通局の住宅組合、日本鋼管〈現在のJFE〉川崎水江製鉄所住宅組合、富士通住宅組合、東芝住宅組合など）が市内各地区で発足したが、蔵敷地区造成委員会は、1961年10月19日に設立され、用地買収は地元の蔵敷不動産と施工業者の三和建設株式会社によって進められ、1961年10月には第1次用地買収契約が成立した。しかし、1962年2月に三和建設は造成工事を辞退し、新たな指名競争入札により佐野鋼材株式会社（現在のリバースチール株式会社）と契約し、1963年1月に造成工事が完成した。宅地造成委員会は、第2次工事着手にあたり新会社設立に同意した。その新会社は、三和建設で用地買収担当だった山田彰弘らによる山田商事株式会社（1963年9月設立。資本金300万円。従業員20人。）となった。ここに、宅地造成委員会が対外的業務を全て委託し、業務範囲は官公庁許認可・登記・用地買収・造成工事設計や監督の代行で宅地造成委員会に責任を持つとされた。ゆえに、宅地希望者590人からの出資金と銀行からの借入金で調達した8億6000万円は山田商事株式会社に委託された。「崖崩れや土砂の流失などの災害発生を防止することを目的」とした住宅地造成事業に関する法律（宅地造成事業法、1965年10月1日）施行以前の宅地造成等規制法に基づくいわゆる法以前団地であった。
しかし、この地域は戦後の混乱期に農地解放で作成された公図が不正確だった上に、旧陸軍の演習地だった土地と民有地との境界もはっきりしなかった。また、山田商事株式会社は地価高騰と工事費超過、急速な事業拡大に加えて経理面での杜撰さが原因で1966年12月5日に約4億5000万円の赤字を出し事実上倒産（宅地造成委員会による買収地のほかに、山田商事が独自で買った土地につき手形払いしたものの不渡、宅地造成委員会が地主に払った用地買収金を山田商事が借りた際に出した手形の不渡、山田商事の放漫経営・宅地造成許可遅れによる無理な資金操作、宅地造成委員会と協議せず工事費の追加契約を行ったものの未払、造成工事の行政指導のバラツキと法改正による当初計画の大幅変更）。そのような中で実地測量をしないまま登記を行ったり、地主への返還地未確定、山田商事から貸し金が戻らない地主の登記非協力・抵当権設定などがあり公図が現況と著しく食い違うこととなった。地区内に多数発生した不存在地が、売買や融資の担保として利用され、果ては競売にかけられる事例のほか、別の土地を見せながら架空の土地を売りつけたり私道を市道と物件説明書に表示する詐欺事件まで発生。権利上の混乱があるため、地区内の私道を市道寄付できず、何十年にわたって未舗装の砂利道のまま放置された。土地の評価が非常に低くなり、売買も思うようにできなかった上に、下水道の整備も進まず、住民は困難を強いられてきた。
住民は1980年代初頭から解決に向けて活動を開始。過去の経緯はともかく、「実際に住宅を保有し居住している事実」をもって所有権者とし、現況における境界線を採用する方向で協議に入った。不存在地の所有者に登記抹消を説得したり、利害関係者の調整に手間取りながら、一人ひとりの地権者と話し合いを進め、土地の境界画定を行ってきた。この結果、約30年がかりで和解を成立。川崎市の実施する測量費用助成を受けて、1994年（平成6年）に測量を完了させた。

### 万福寺地区（川崎市麻生区）
小田急電鉄小田原線百合ヶ丘駅と新百合ヶ丘駅の中間に位置する、川崎市麻生区内の住宅地区である。1961年（昭和36年）に宅地造成業者が当地区2.4 haを買収し、隣接地1.8 haの土地所有者の同意を得て、4.2 haにまとめて開発された。
もともと14筆の土地で所有者は3人、地目は山林であった当地区は、宅地造成によって180筆、所有者113人の土地に生まれ変わった。しかし、所有者間の土地交換の手続きや工事実施計画が未完了のまま工事が施工されたため、時を経るに従って生活環境が向上する百合丘、新百合ヶ丘両地区の住宅地に比べて、明らかに見劣りするようになった。
町内会の集会所は設けられず、水道も未整備。道路も私道で未舗装のまま。通過する自動車が増え、舞い上がるほこりと騒音振動に悩まされる毎日が続いたという。調査の結果、当地において法務局が管理する地図と現況が著しく食い違っている事実が判明。川崎市からは、現況通りに地図を修正し、私道を分筆したうえで寄付願を提出すれば、それを受理して道路整備を進める旨の回答が出た。
たまたま1984年（昭和59年）に隣接する新百合ヶ丘地区の区画事業が完成した折であったことから、その測量の際に用いられた基準点を活用できた。当地全域180筆の境界画定を完了させ、測量作業を通じて地積測量図を作成。1987年（昭和62年）に地積更正登記申請、道路寄付申請を行った。こうして私道が公道化され、基盤整備が一気に進められることになった。

### 夢野地区（神戸市兵庫区）
西日本旅客鉄道（JR西日本）山陽本線（JR神戸線）兵庫駅の北方約1.5 kmに位置する、神戸市兵庫区北西端の住宅地区である。もともと山林、田畑やため池が点在する農耕地だった当地を、1923年（大正12年）から1941年（昭和16年）にかけて、「夢野土地区画整理組合」が35 haを区画整理した。地区内の街区工事、市道認定はともに完了し、換地先の利用も開始されたにもかかわらず、太平洋戦争による混乱期を経て、肝心の換地処分の登記変更が行われないまま、1960年（昭和35年）に同組合は解散。その結果、地図混乱問題を抱えることとなった。
神戸市の都心から程近い当地では、時を経るごとに宅地化が進んでいった。一方、法務局に現状を反映した地図がなく、地目変更登記処理もなされていなかったため、土地を分筆できず、また担保に拠出することが極めて難しかった。例えば、当時「湊川町10丁目23-1」の土地は80人あまりの共有地扱いとなった。その他、約70戸が同じ地番になっている事例もあり、住居表示が実施されなかったこともあって、郵便物の誤配が相次いだという。
神戸市や法務局が是正を検討するも、各地権者の反応は薄く、費用負担や地権者全員の合意を得られる見通しが立たなかったという。そんな中、1995年（平成7年）阪神・淡路大震災により多くの住宅が損壊。しかし、住宅や擁壁修理を行うための融資が受けられず、地区内の土地売却も進まないことから、解決を求める声が一気に噴出した。
特に震災被害の大きかった湊川町10丁目、菊水町10丁目の住民によって「湊菊10丁目復興協議会」が設立され、地権者やその相続人を探して測量への立会いや地図作成の同意を得る行動を開始。1996年（平成8年）に地権者全員の了承を得て、神戸地方法務局で「公図の変更」が認められた。こうして、個々の土地ごとに分筆の登記が行われるに至った。残りの地区についても、1998年（平成10年）から地図訂正の作業が開始され、翌年末に完了している。

### 観音原団地（広島市東区）
山陽自動車道広島東IC南側、福田3丁目に位置する、広島市東区内の住宅地区である。1969年（昭和44年）に宅地造成業者が当地区の山林や農地12 haを買収し、350区画の宅地を造成した。
もともと山林24筆、農地53筆の土地で、所有者は50人あまりだった当団地は、宅地造成によってそれぞれ311筆、139筆に分筆され、合計450筆の土地に生まれ変わった。しかし、法務局にある古い公図を新しく書き換えるための地積測量図の作成を怠った上に、宅地への転用手続きが済んでいない農地や国有地を勝手に取り込んで造成し、でたらめな地番をつけて販売した。一方で法務局もこれを見抜けず、実態調査も行わずに登記申請を受け付けたという。
このために、登記簿に表示された地番の土地面積が実際とは食い違い、一つの宅地に複数の所有者が存在する事例や、79筆もの不存在地が登記される事例がみられた。1970年代半ばから所有権をめぐる紛争が続発する中で、地区内の私道を市道編入できず、上下水道の整備も進まなかった。そのため各家庭では、井戸掘りや道路補修を私費で行って生活を続けていた。
この異常事態を解消すべく、民法162条に基づき、土地購入後10年以上占有する（その土地に住む）住民の所有権を確認したうえで、集団和解により新地図を作成する目的を掲げ、1986年（昭和61年）より4回にわたって、住民300人強が訴訟を提起。1991年（平成3年）に広島地裁で判決が下り、原告住民の所有権が無事に確認された。

## 参考
次の事例は土地を分筆しないまま多数の住宅が建っていたため、同一番地の住宅が多数生じた事例である。

### 鷺山（さぎやま）1769の2（岐阜市）
岐阜駅から北へ4kmほど、長良川を越えた先に位置する。正木川と二車線の市道（長良正木線）に挟まれた弓状の区域で、3.9haの住宅街である。区域内に若水町公民館がある。
元々は河川敷で、河川改修の結果、宅地化が可能となった土地である。岐阜市が国から払下げを受け、1950年に市営住宅を建設したが、分筆は行わず、住所の整理をしなかった。その後、建物は払下げられたが、土地は市から借地という状態であった。この結果、250世帯近くの住所が「鷺山1769の2」で、2018年の時点で「日本一同じ番地の住宅が多い地区」になっていた。これに対し住民は「白鷺町」「玉川町」など非公式な（つまり公的書類では使えない）独自の町名を6つ使い、配達先や表札に使用。区画が碁盤目状という道のわかりやすさもあり、同一番地の問題はある程度カバー出来ていた。
しかし配達物や緊急車両の問題も挙げられ、市は2014年頃から自治会と話し合うなど対応を検討してきた。分筆することを検討したが、境界確定に難航し、解決まで時間がかかることが見込まれた。結局登記上の番地を1769の2のまま、周囲も併せた約380世帯の「鷺山南地区」に対して、街区符号を「南○番」とする住居表示を2019年2月4日に実施。住所の表記は「岐阜市鷺山 南○番○号」となり、住居表示街区案内板の除幕式も行われた。なお、町名としては、周囲（住居表示未実施）と同じ「鷺山」である。